# Az emberi lény a buddhizmusban
Az emberi lény a buddhizmusban (szanszkrit: manusja, páli: manussza) hatalmas terjedelmű magyarázó irodalom tárgya, amelyben az emberi élet természetét és minőségeit vizsgálják abból a szempontból, miképp képesek elérni az emberek a megvilágosodást. A buddhizmusban az emberek az érző lények, azaz tudatfolyammal rendelkező lények, egyik fajtája.
Eszerint a filozófia szerint az embereknek különleges státusza van: csak az emberek képesek elérni a megvilágosodást buddhaként. Arhatként más létsíkok lakói is elérhetik a megvilágosodást. A bódhiszattva különböző életekben is képes megjelenni, például az állatok vagy a dévák birodalmában.  A buddhák viszont mindig emberekből lesznek.

## Az emberi élet minőségei
Az emberi élet státusza elsőre igen fontosnak tűnhet. A buddhista kozmológia hierarchiájában azonban mégis alacsonyan van, jóllehet nem a legalján. Nem jellemzik ezt a birodalmat sem a szélsőséges boldogságérzet, sem az elviselhetetlen szenvedés, viszont a világmindenség összes tudatállapota megtapasztalható az emberi világban.
Abból a szempontból kiváltságosnak számít ez a létforma, hogy a lakóinak közvetlen okuk van a dharma keresésére, ráadásul képesek azt meghallgatni és követni. Az alacsonyabb birodalmakban, az éhes szellemeket és a pokollakókat folyamatos félelem és fájdalom gyötri, nem képesek javítani a sorsukon. Az állatok intellektuálisan képtelenek megérteni a dharmát. A félistenek világát az erőszak irányítja, amely ellentétes a dharma tanításokkal. A dévák pedig egyszerűen csak élvezik a korábbi életeikben felhalmozott jó karmáikat és azt gondolják, hogy halhatatlanok és örökké boldogok. Emiatt nem gyakorolják a dharmát és amint felélik jó karmáikat alacsonyabb szintű birodalmakban születnek újjá.
Emiatt az élet az emberi világban "értékes újjászületésnek" számít a buddhista hagyományban. life in the world of humans is known as "the precious human rebirth".  A szenvedés és a boldogság sarokpontjához közel az embereknek egyedüli lehetősége van morális döntésekre, amelyeknek hosszútávú jelentőségei vannak.
Úgy tartják a buddhizmusban, hogy az emberként való újjászületés rendkívül ritka. A Maddzshima-nikája (129 Balapandita-szutta) hasonlata úgy érzékelteti ezt a ritkaságot, hogy az állatok, az éhes szellemek vagy a pokollakók számára kisebb az esélye az emberként való újjászületésnek, mintha egy tenger mélyéről 100 évente felbukó teknős egy tengeren hánykódó fajáromba pontosan beletalálna. Az szutta szerint ez azért van, mert ezekben a birodalmakban nincs dharma tanítás és nem képesek igazán érdemek és jó karmák gyűjtésére. A szöveg azt is sugallja, hogy aki már emberként született újra az ott is marad, amíg morálisan helyesen cselekszik, függetlenül attól, hogy valaki buddhista-e vagy sem.
Az emberi birodalomban is léteznek kedvezőbb és kevésbé kedvező körülmények a megvilágosodás eléréséhez. Kedvező körülmények a következők:
- olyankor születni emberként, amikor egy buddha már megjelent, tanította a dharmát és hátrahagyott egy szanghát, amely tovább vitte a tanításokat.
- olyan országba születni, ahol ismeretes a dharma. A buddhista magyarázószövegek szembeállítják a "központi földeket", ahol ismerk a buddhizmust (eredetileg csak Észak-India, ma már a világ sokkal nagyobb része), a "határ országokkal", ahol nem ismerik ilyen vagy olyan oknál fogva. Gyakorlatilag az számít "központi földnek", ahol létezik buddhista szangha (közösség), bhikkhuk (szerzetesek), bhikkhunik (apácák), upászakák és upászikák.
- olyan emberként születni, aki fizikailag és intellektuálisan is képes megérteni a dharma üzenetét.
- elfogadni a jó és a rossz cselekedetek kapcsolatát és tisztába lenni azok következményeivel, érteni, hogy a jó cselekedetek boldogabb, a rosszak pedig szenvedéssel telibb életeket eredményez.
- bizalom a Vinajában közölt tanítások felé.
- az emberek és a dharma irányában történő bűnök kerülése.
- őszinte együttérzéssel élni mások felé.[7][8]

Nehéz emberként újjászületni, de még nehezebb olyan időszakban, amikor egy buddha tanításai is rendelkezésre állnak.  A végtelen kalpák (rendkívül hosszú időszakok a buddhista kozmológiában) során az idő túlnyomó részében nem jelennek meg buddhák. A jelenlegi kalpát "szerencsésnek" nevezik, mert úgy tartják, hogy összesen ezer buddha fog megjelenni, amely kiemelkedő ebből a szempontból.

## Az emberek eredetének mítosza
Az Aggannya-szutta szerint a jelenlegi kalpa elején születtek újjá déva-szerű lényként az Ábhászvara déva birodalomból. Akkoriban a saját fényükben ragyogtak és képesek voltak a segítség nélkül a levegőben közlekedni, hosszú ideig éltek és táplálékra sem volt szükségük. Idővel mégis megszerették a fizikális táplálék ízét, így a testük nehezebb lett és már nem voltak képesek ragyogni és megjelenésük is különböző lett. Az élettartamuk lecsökkent, kialakult a két nem és szexuálisan aktívvá váltak. Ezután jelent meg a kapzsiság, a lopás és az erőszak közöttük. Kialakultak a társadalmi megkülönböztetések, kormányok jöttek létre és megválasztottak egy királyt, hogy uralkodjon. Őt úgy hívták, hogy Mahászammata. India egyes ókori királyai, Buddha idejében, Mahászammatától eredeztette magát.

## Az emberi birodalom természete
A buddhista kozmológiában az emberek négy földrészen élnek, amelyek viszonylag kis szigetnek számítanak abban az óceánban, amely a központi világhegyet, a Meru-hegyet körbeveszi. Ez az óceán tölti meg a föld vizeit is. Az óceánt egy hatalmas hegyi fal veszi körbe, amelyet úgy neveznek, hogy Csakraváda (szanszkrit) vagy Csakkavála (páli). Ez jelenti a horizont határát a földön. Az óceán mérete miatt a többi kontinenst nem lehet elérni egyszerű hajókkal, bár a múltban, a csakravartin királyok uralma alatt létezett közöttük kommunikáció egy eszköz révén (szanszkrit: csakraratna, páli: cakkaratana), amellyel képesek voltak repülni.
A négy kontinens:
- Dzsambudvípa (szanszkrit) vagy Dzsambudípa (páli) - délen
- Púrvavideha or Pubbavideha  - keleten
- Aparagodáníja or Aparagojána - nyugaton
- Uttarakuru - északon